# Seelow
Seelow là huyện lỵ của huyện Märkisch-Oderland, bang Brandenburg, Đức.

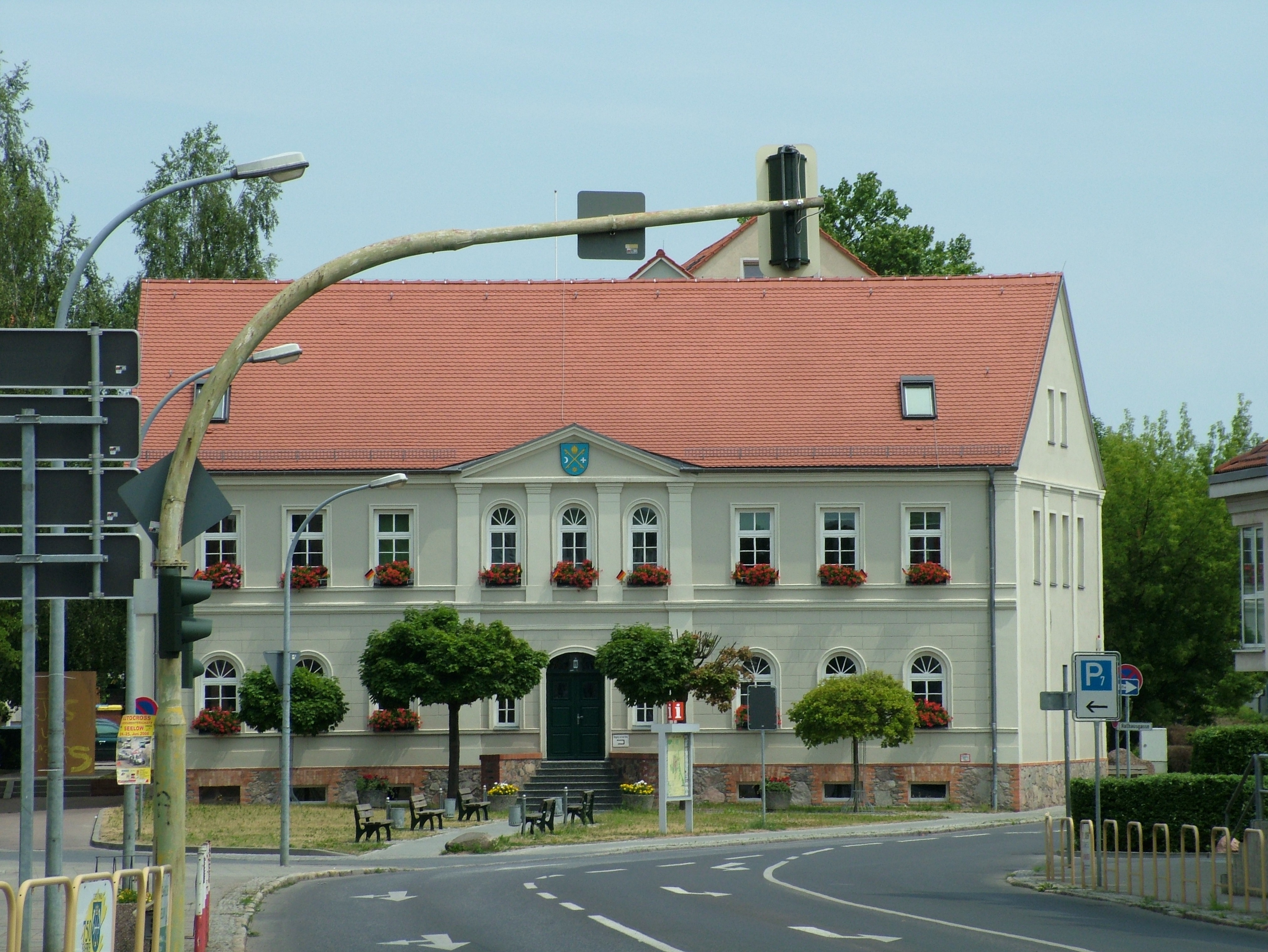
Seelow Town Hall.

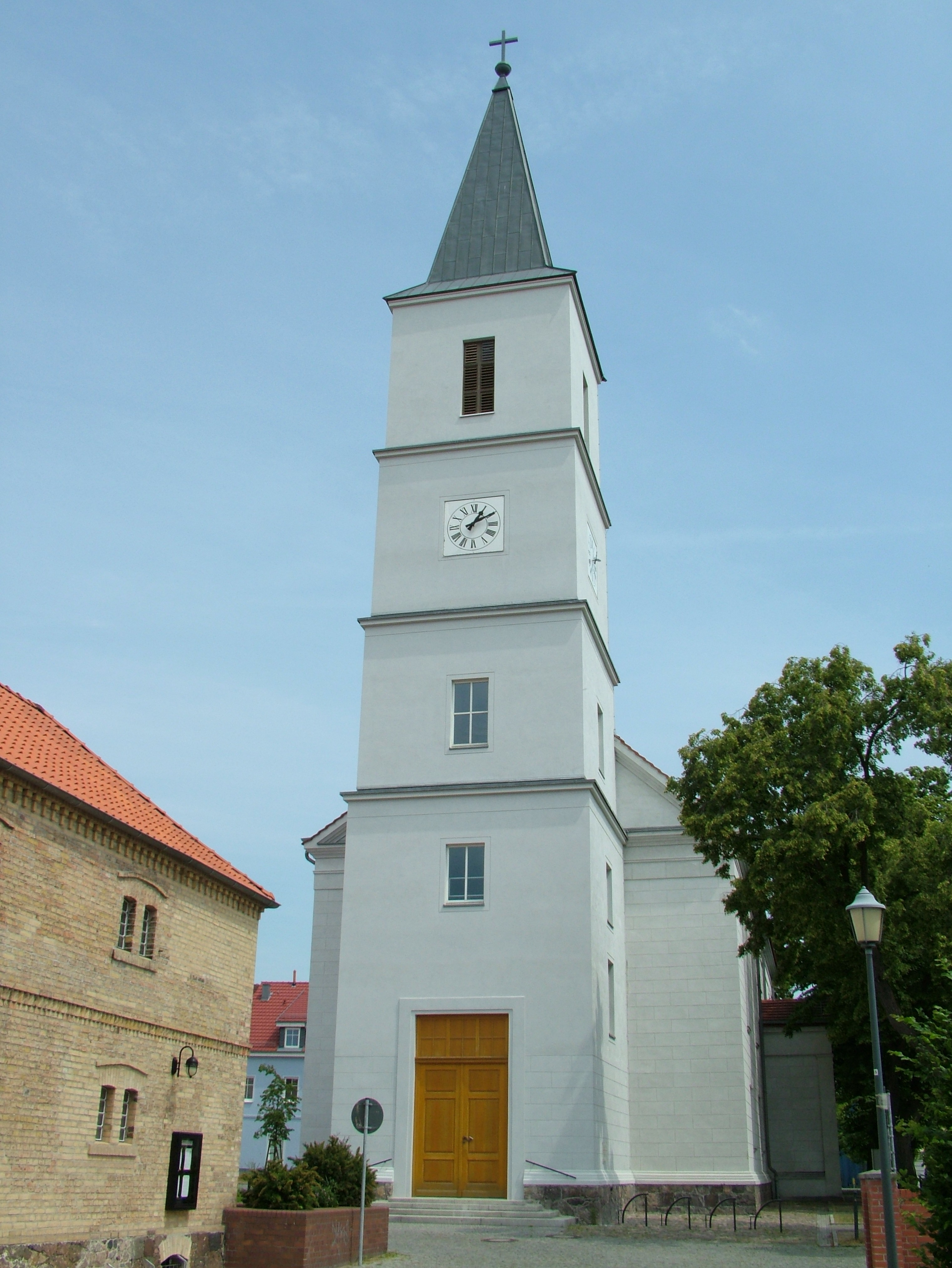
Church in Seelow.